# Friedenskirche (Wiesbaden)

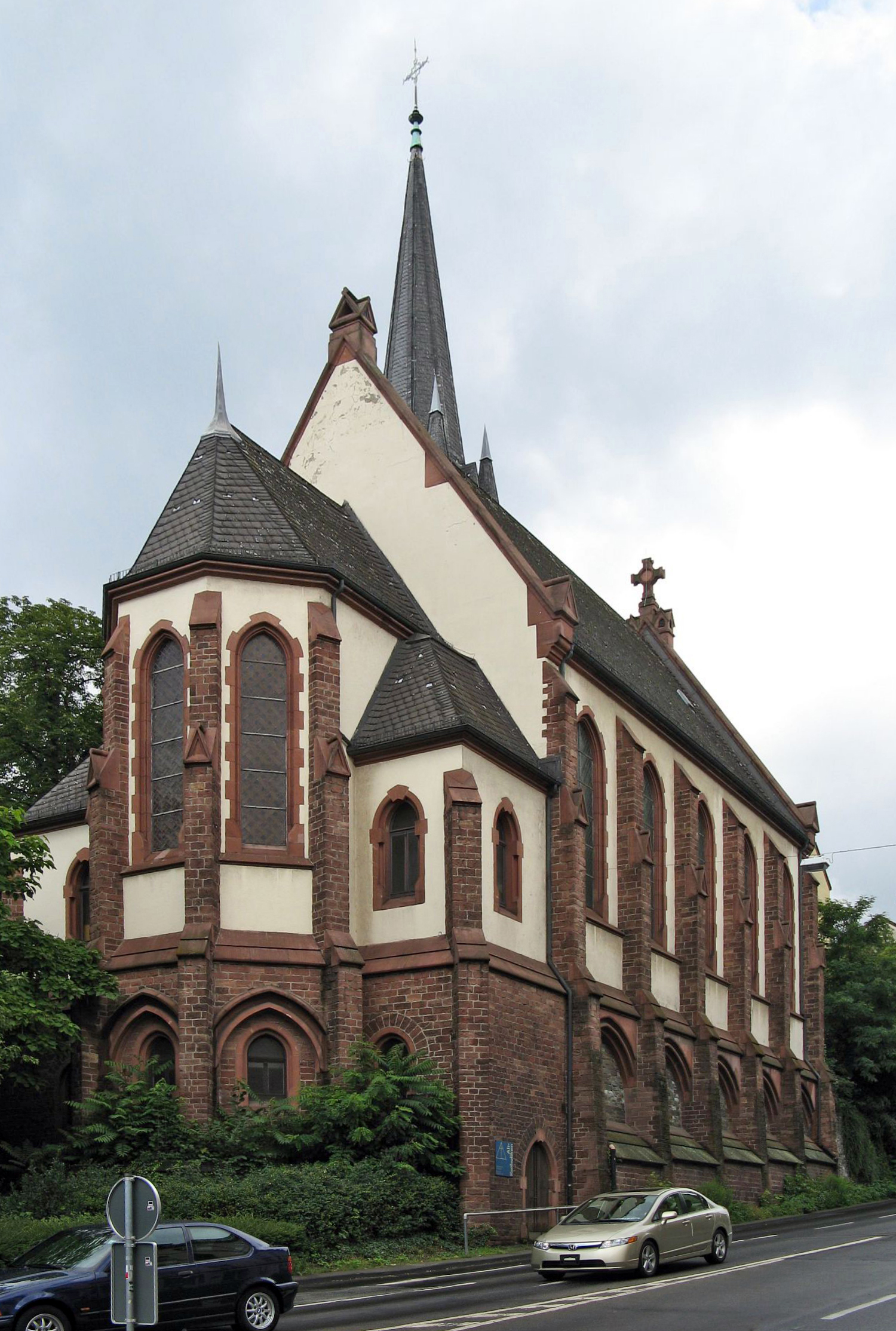
Die Friedenskirche in Wiesbaden

Die Friedenskirche in Wiesbaden ist ein neugotisches Gebäude, das 1898 bis 1900 errichtet wurde. Architekt war Max Schröder.
Nach ihrer Gründung wurde der Katholischen Pfarrgemeinde der Alt-Katholiken Wiesbaden die Bonifatiuskirche von staatlicher Seite zur Nutzung überlassen, was zu Auseinandersetzungen mit den römisch-katholisch gebliebenen Gemeindemitgliedern führte. Nach Beendigung des Streits zog die alt-katholische Gemeinde 1886 aus, so dass ein Neubau erforderlich wurde.
Als Bauplatz wurde das spitzwinklige Grundstück Ecke Schwalbacher Straße/Platter Straße gewählt, welches durch seinen erhöhten Standort am oberen Ende der Schwalbacher Straße einen städtebaulichen Akzent zu setzen versprach, andererseits jedoch sehr beengt war. So konnte der beauftragte Architekt Max Schröder, der auch schon die alt-katholische Christuskirche in Offenbach erbaut hatte, eine Ostung nicht durchführen. Er entwarf einen einschiffigen neogotischen Bau mit einem polygonalen Chor im Süden und einem Turm im Nordwesten.
Das Innere ist reich bemalt und besitzt eine dunkle Holzdecke mit Abhänglingen. Der Grundstein für die Kirche wurde 1898 gelegt, die Weihe fand im Jahr 1900 statt.
Ganz in der Nähe des Standortes der Kirche befand sich vom Jahre 89 bis ca. 130 ein römisches Kastell.